# Strandagaldur

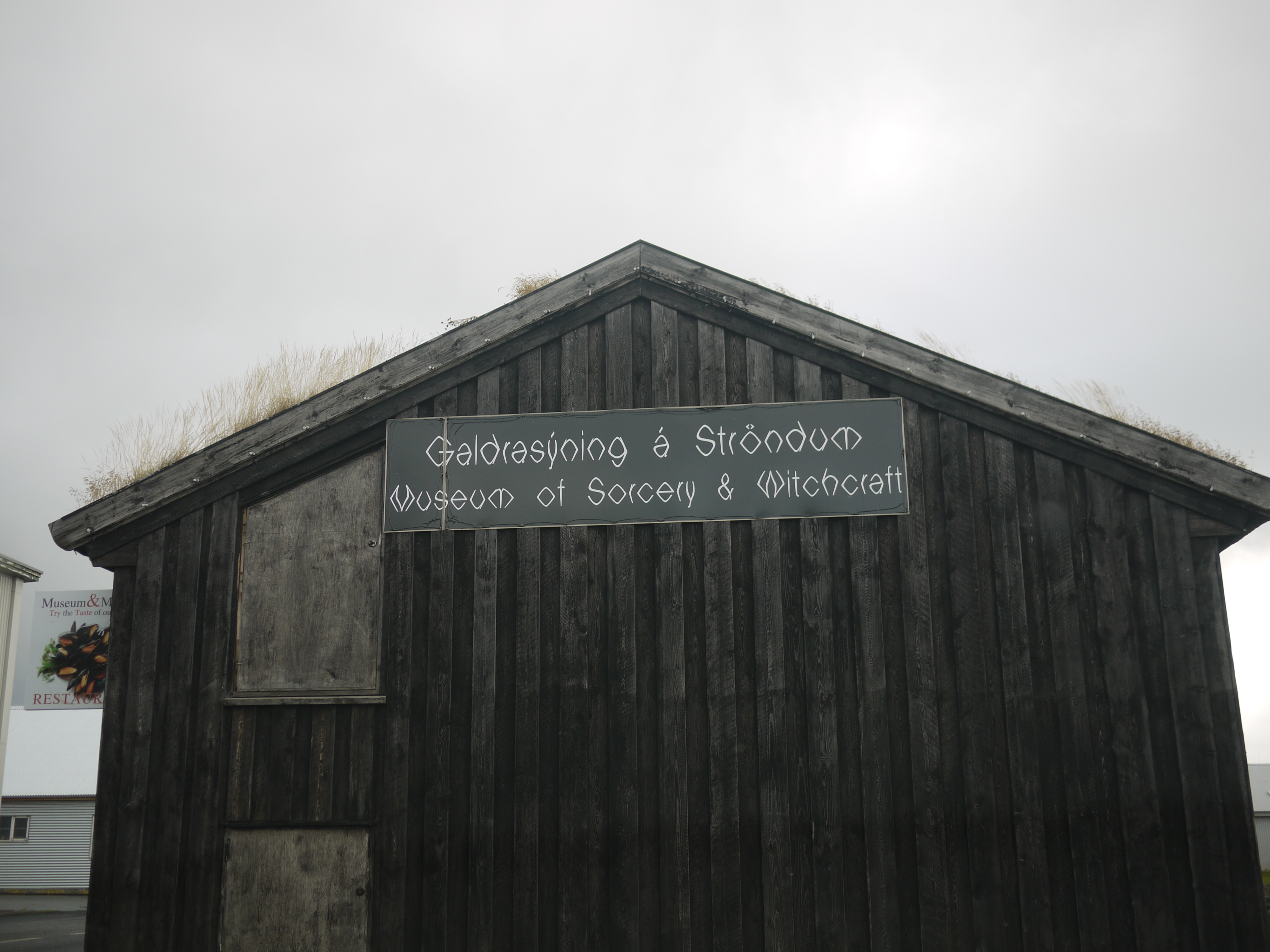
O exterior de Strandagaldur, O Museu de Feitiçaria e Bruxaria Islandês em Hólmavík, Islândia.

Strandagaldur (pronúncia em islandês: [ˈstrantaˌkaltʏr̥]), também conhecido como O Museu de Feitiçaria e Bruxaria Islandês, é um museu operado de forma privada e acessível ao público dedicado ao folclore e história da feitiçaria e bruxaria na Islândia. Primeiramente aberto em 2000, e com curadoria de Sigurður Atlason (d. 2018), o museu está localizado na cidade costeira de Hólmavík. Baseado em pesquisas que começaram em 1996, o museu contém várias exibições permanentes e especiais sobre temas tais como Nábrók, ou necrocalças, staves mágicos islandeses, Tilberi e grimórios islandeses. Uma área no andar de cima concentra-se na história da caça às bruxas na Islândia e na genealogia das bruxas e seus acusadores. Uma nota convida os visitantes a considerar como eles podem estar relacionados com as figuras históricas.

## Restaurant Galdur

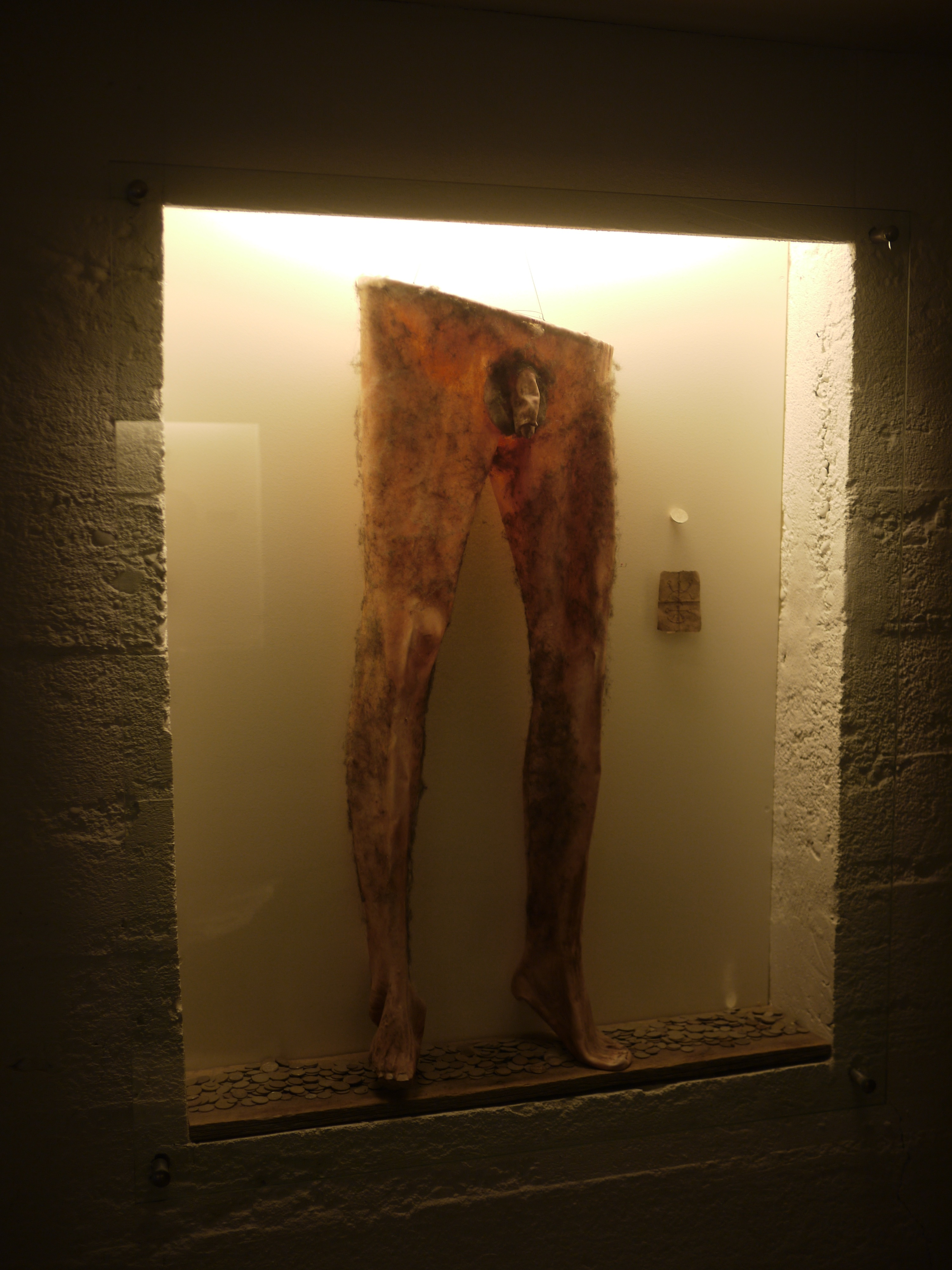
Uma réplica de Nábrók (necrocalças) em exposição em Strandagaldur

Restaurant Galdur é o restaurante localizado dentro de Strandagaldur, oferecendo sopa de carne, sopa de frutos do mar e bife, além de opção vegetariana e vegana, além de uma variedade de cervejas, cafés e vinhos.